# Il bosco fuori
Pour plus de détails, voir Fiche technique et Distribution.
Il bosco fuori, parfois connu sous son titre anglais The Last House in the Woods, est un film d'horreur italien réalisé et écrit par Gabriele Albanesi (it) et sorti en 2006.
Après un passage au marché du film au festival de Cannes 2007 ou au Festival des films du monde de Montréal 2007, le film est resté inédit en salles dans les pays francophones.

## Synopsis
Un jeune couple est importuné par une bande de punks qui en vient même à les rouer de coups. Ils sont secourus par un autre couple plus âgé qui les emmène se réfugier dans leur maison, isolée dans les bois. Alors qu'ils pensent avoir eu de la chance de rencontrer leurs sauveurs, ils réalisent que ceux-ci ne sont pas aussi aimables qu'il n'y paraît…

## Fiche technique
- Titre original : Il bosco fuori
- Réalisation : Gabriele Albanesi (it)
- Scénario : Gabriele Albanesi (it)
- Musique : Filippo Barbieri, Federico Bruno, Silvio Villa
- Directeur de la photographie : Raoul Torresi, Giovanni Cavallini
- Montage : Alessandro Marinelli
- Direction artistique : Emiliano Maggi
- Costumes : Eden Embafrash
- Maquillage : Elisa Papetti, Sergio Stivaletti, Alessandra Vita
- Effets spéciaux : Sergio Stivaletti
- Production : Gregory J. Rossi, Manetti Bros., Sergio Stivaletti, NeroFilm, Ghost House Pictures
- Pays d'origine :  Italie
- Genre : Film d'horreur
- Durée : 85 minutes
- Dates de sortie :
  - Italie : 6 octobre 2006
  - France : 24 mai 2007 (Marché du film de Cannes)
  - Canada : 2 septembre 2007 (Festival des films du monde de Montréal)

## Distribution
- Daniela Virgilio : Aurora
- Gennaro Diana : Antonio
- Geremia Longobardo (it) : Ginger
- Elisabetta Rocchetti : Elena
- Enrico Silvestrin (it) : Luca

## Récompenses et distinctions

### Nominations
- Saturn Award 2009 :
  - Saturn Award de la meilleure collection DVD (au sein du coffret Ghost House Underground Eight Film Collection )